# Krian
Krian är en ort och ett distrikt (kecamatan) i Indonesien.   Det ligger i provinsen Jawa Timur, i den västra delen av landet, 600 km öster om huvudstaden Jakarta.